# Świadkowie Jehowy w Sierra Leone
Świadkowie Jehowy w Sierra Leone – społeczność wyznaniowa w Sierra Leone, należąca do ogólnoświatowej wspólnoty Świadków Jehowy, licząca w 2023 roku 2564 głosicieli, należących do 42 zborów. Na dorocznej uroczystości Wieczerzy Pańskiej w 2023 roku zgromadziły się 8034 osoby. Działalność miejscowych głosicieli koordynuje Biuro Oddziału w Liberii, Biuro Krajowe znajduje się we Freetown.

## Historia

### Początki
Początek działalności Świadków Jehowy w tym kraju datuje się na rok 1915, kiedy do Freetown przybył Alfred Joseph (pochodzący z Gujany), a wkrótce dołączył do niego Leonard Blackman z Barbadosu, którzy rozmawiali z mieszkańcami na tematy religijne i rozpowszechniali publikacje biblijne. W 1922 roku dołączył do nich William R. Brown („Brown–Biblia”) – współwyznawca z Jamajki, który wygłaszał przemówienia religijne (m.in. w stołecznej Wilberforce Memorial Hall przemawiał do około 500 osób), rozpowszechniał publikacje religijne i prowadził kursy biblijne dla mieszkańców. W latach 20. XX wieku zostali ochrzczeni pierwsi miejscowi wyznawcy.
W 1923 roku w stolicy powstał 14-osobowy zbór. W czasie II wojny światowej publikacje Świadków Jehowy zostały objęte zakazem kolportażu. Pomimo tych ograniczeń mała 32-osobowa grupa głosicieli prowadziła działalność kaznodziejską.

### Rozwój działalności
Po 1945 roku do kraju przybyli misjonarze – absolwenci Biblijnej Szkoły Strażnicy – Gilead. W 1952 roku i 1963 roku Sierra Leone odwiedzili przedstawiciele Biura Głównego Towarzystwa Strażnica. W 1953 otwarto Biuro Oddziału. Od 1 marca 1961 roku biuro to sprawowało również nadzór nad działalnością Świadków Jehowy w Gwinei. 28 lipca 1962 roku działalność została oficjalnie zarejestrowana przez rząd.
19 sierpnia 1967 roku oddano do użytku nowe Biuro Oddziału we Freetown przy Wilkinson Road. W jednym budynku oprócz pomieszczeń biurowych znajdowała się również Sala Królestwa oraz dom misjonarski. W tym czasie w domu misjonarskim mieszkało 14 misjonarzy. W uroczystości otwarcia uczestniczyło 300 osób, w tym również przedstawiciele miejscowych władz oraz osoby ochrzczone w 1923 roku przez Williama R. Browna.
W roku 1970 we Freetown odbył się kongres pod hasłem „Ludzie dobrej woli” z udziałem 1540 osób, w roku 1973 kongres pod hasłem „Boskie zwycięstwo”, a w roku 1978 kongres pod hasłem „Zwycięska wiara”.
W latach 80. XX wieku liczba głosicieli przekroczyła 500 osób. Na początku roku 1987 miejscowi wyznawcy zostali na podstawie plakietki kongresowej, wpuszczeni bez kontroli granicznej na kongres pod hasłem „Pokój Boży” do Gwinei. W 1997 roku otwarto nowe Biuro Oddziału.
Wskutek wojny domowej wielu wyznawców wyemigrowało do sąsiednich krajów. W 1997 roku do Sierra Leone dotarła pomoc humanitarna od Świadków Jehowy z Wielkiej Brytanii, a na terenach wcześniej dotkniętych wojną Świadkowie Jehowy z Francji będący lekarzami udzielali pomocy medycznej miejscowym współwyznawcom. W roku 2001 przekroczono liczbę 1000, a w 2009 roku – 1952 głosicieli. Latem 2009 roku delegacja miejscowych Świadków Jehowy uczestniczyła w kongresie międzynarodowym pod hasłem „Czuwajcie!” w Rzymie.
W 2010 roku utworzono pierwszy w Sierra Leone zbór posługujący się amerykańskim językiem migowym. Grupy języka migowego działają również w miastach Bo i Konakry. We wrześniu 2011 roku do Sierra Leone przybyli misjonarze, absolwenci 131. klasy Szkoły Gilead. Pod koniec 2011 roku do Sierra Leone skierowano kolejnych misjonarzy. W 2014 roku w Sierra Leone działalność misjonarską prowadziło 44 misjonarzy Świadków Jehowy. Łącznie w latach 1947–2014 było ich 154.
Od lipca 2014 roku we wszystkich zborach przedstawiano specjalny wykład „Posłuszeństwo ratuje życie”, którego celem było szerzenie wiedzy o praktycznych sposobach zapobiegania zakażeniem się gorączką krwotoczną Ebola. Członkowie Komitetu Pomocy Doraźnej Świadków Jehowy na terenach objętych kwarantanną udostępnili termometry na podczerwień, środki dezynfekujące i żywność.
26 kwietnia 2020 roku ogłoszono wydanie Chrześcijańskich Pism Greckich w Przekładzie Nowego Świata w języku krio. W związku z pandemią COVID-19 program specjalnego zebrania był transmitowany przez ogólnokrajowe stacje radiowe i telewizyjne. Językiem tym posługuje się ponad 2000 głosicieli. Kilka dni wcześniej do domów głosicieli dostarczono koperty z nowymi Bibliami. Przesyłka zawierała wskazówkę, żeby jej nie otwierać aż do emisji specjalnego programu. 7 lutego 2021 roku Joseph Mensah, członek Komitetu Oddziału w Liberii, ogłosił wydanie Chrześcijańskich Pism Greckich w Przekładzie Nowego Świata (Nowego Testamentu) w języku kissi. W związku z pandemią COVID-19 zorganizowano specjalne zebrania w trybie wideokonferencji.
W 2021 roku osiągnięto liczbę 2618 głosicieli.
Zebrania zborowe odbywają się w języku krio, kissi, mende i amerykańskim migowym. Sierraleońskie Biuro Oddziału nadzorowało tłumaczenie literatury biblijnej na siedem miejscowych języków: kissi, krio, kpelle, malinke, mende, pular i susu.